# 레이피어 (미사일)
레이피어 (미사일)은 냉전당시 영국이 배치한 대공 미사일이다. Bofors 40 / L70 대공포를 대신하기 위해 개발된 지대공 미사일이다. 이 시스템은 수동 광학 유도 시스템을 사용하기 때문에 드문 경우이며, 무선 링크를 통해 미사일에 유도 명령을 전송한다. 그 결과 높은 정확도가 나오므로 큰 탄두가 필요하지 않다. 1972년에 들어서면서 군대의 다른 모든 대공 무기를 대체하게 되었다. 저고도 목표물에 사용된 보 포스 (Bofors) 건과 장거리 및 고도 표적에 사용되는 썬더 버드 미사일 ( Thunderbird missile). 예상되는 공중 위협이 중간 고도의 전략 임무에서 저고도 파업으로 옮겨 감에 따라 레이피어의 빠른 반응 시간과 높은 기동성으로 인해이 무기들 중 어느 것보다 더 효과적이었으며 대부분이 1977년까지 교체되었다. 해외에 수출 실적도 올렸고, 영국의 주요 방공 무기 중 하나로 남아 있으며, 그 배치는 2020년까지 계속될 것으로 예상된다

## 제원
- 이름 : 레이피어
- 종류 : 지대공 유도탄
- 유도탄 속력 : 마하2.5
- 사거리 : 8.2 km

## 운용국가
- 영국 발사기 124대
- 스위스
- 튀르키예 발사기 86대
- 아랍에미리트
- 이란
- 싱가포르 발사기 12대
- 케냐
- 오만
- 말레이시아 발사기 15대

## 같이 보기
- 재블린 (지대공유도탄)
- 집요한추적자 (지대공유도탄)